# Crandall (Texas)
Pour les articles homonymes, voir Crandall.
Crandall est une ville située à l'ouest du comté de Kaufman, au Texas, aux États-Unis,.

## Démographie
Lors du recensement de 2010, la ville comptait une population de 2 858 habitants. Elle est estimée, en 2016, à 3 329 habitants.

### Source de la traduction
- (en) Cet article est partiellement ou en totalité issu de l’article de Wikipédia en anglais intitulé « Crandall, Texas » (voir la liste des auteurs).